# Igreja de São Sebastião dos Capuchinhos

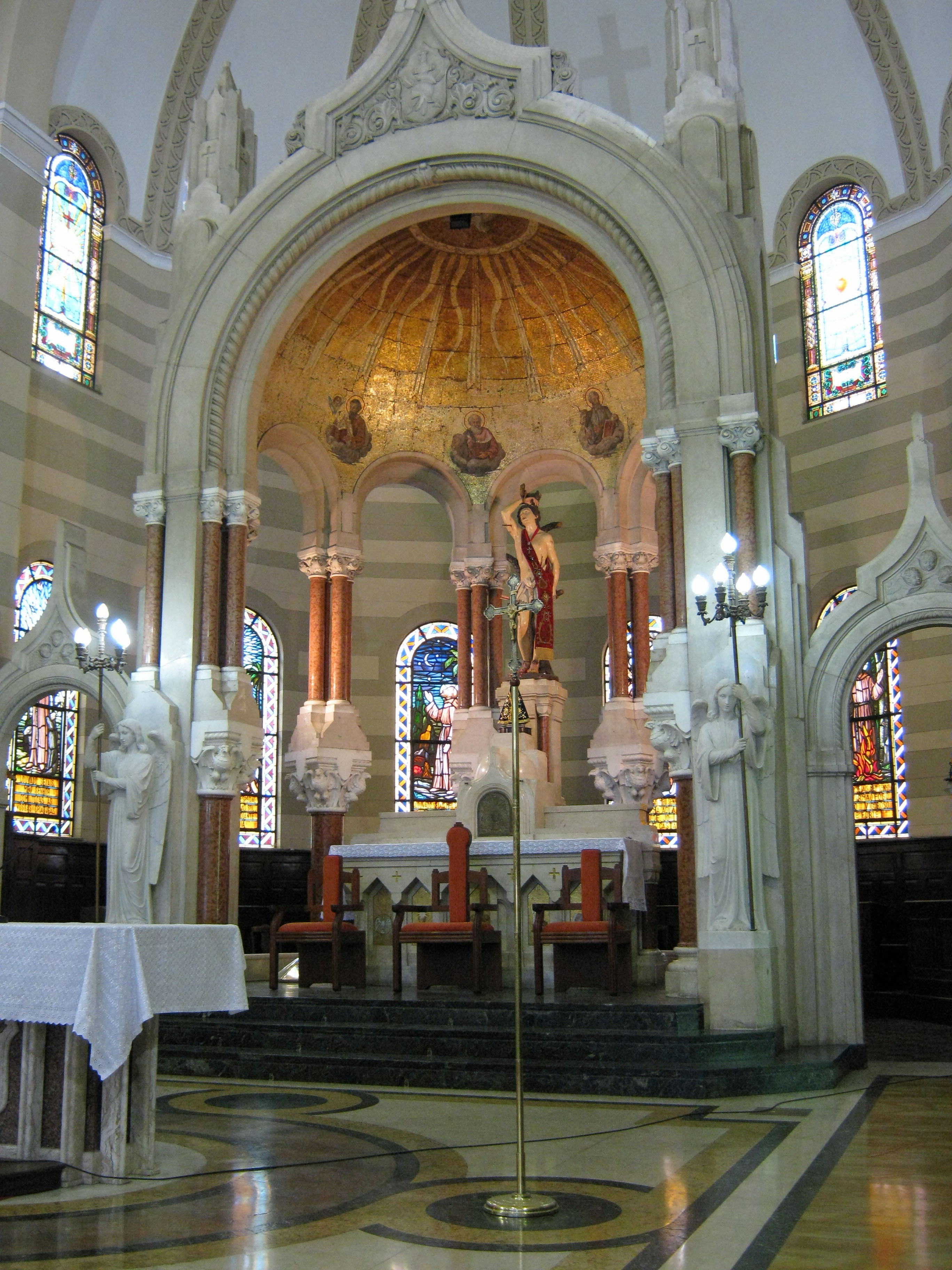
Alta-mor da Igreja dos Capuchinhos.

O Santuário Basílica Matriz de São Sebastião dos Capuchinhos, é um templo católico localizado na rua Haddock Lobo, no bairro da Tijuca, na cidade do Rio de Janeiro, Brasil.

## História

Igreja de São Sebastião dos Capuchinhos, no Morro do Castelo, durante a transladação dos restos mortais de Estácio de Sá, em 1922, antes da sua demolição. Acervo do Instituto Moreira Salles.

Originalmente, a Igreja de São Sebastião do Rio de Janeiro localizava-se no Morro do Castelo, na área central da cidade. A histórica igreja, junto outras construções importantes, foi destruída quando o morro foi demolido, em 1922. No morro também estavam instalados os frades capuchinhos, estabelecidos definitivamente no Rio de Janeiro em 1840. Com a demolição, os frades tiveram de mudar-se para dependências no bairro da Tijuca.

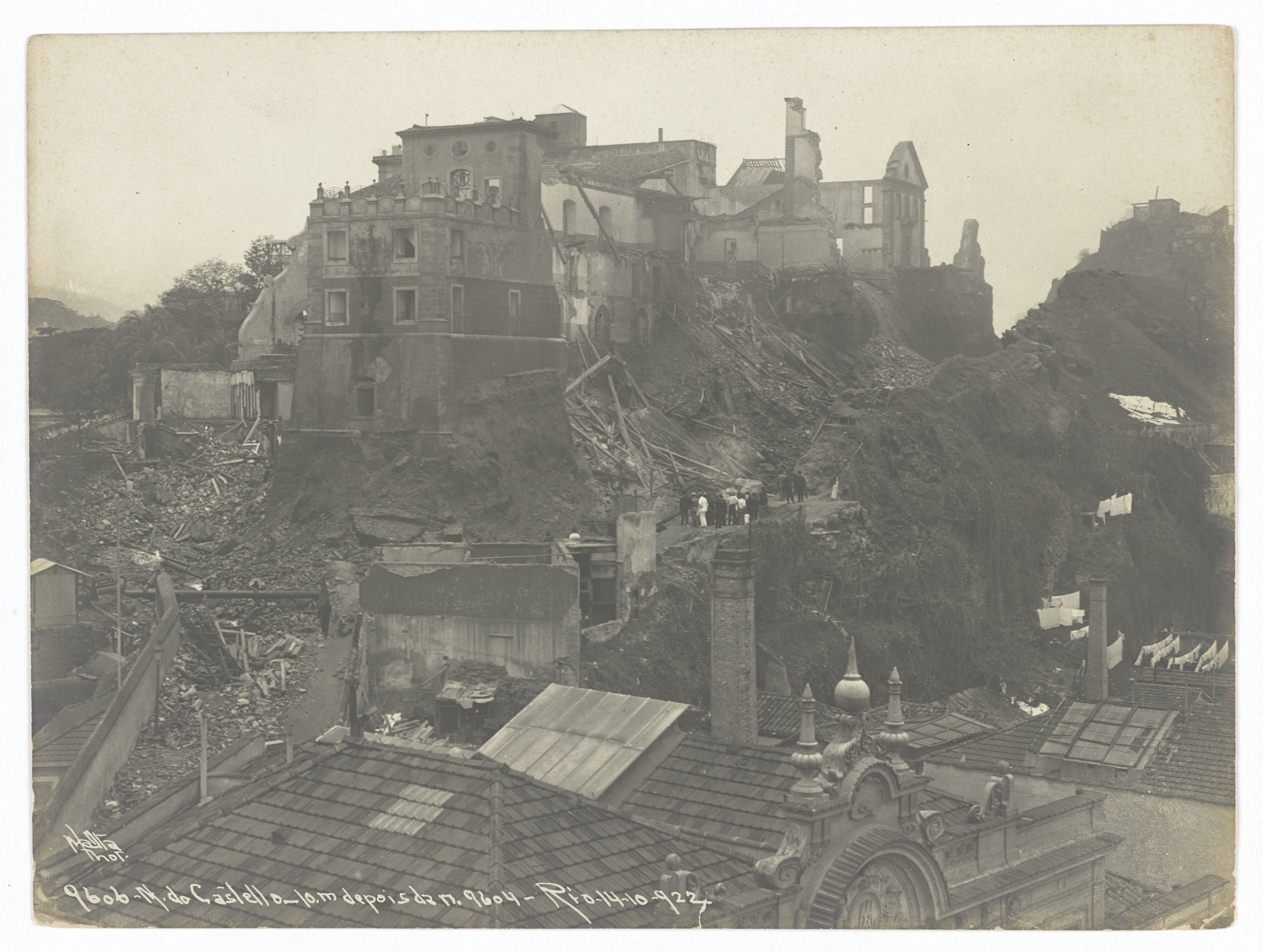
Demolição do morro do Castelo, no alto do morro, as ruínas da Igreja de São Sebastião, Acervo do Instituto Moreira Salles.

A nova igreja dos frades, dedicada a São Sebastião, foi construída entre 1928 e 1931. O projeto, em estilo neo-bizantino com reminiscências neorromânicas, é de autoria desconhecida. O interior da igreja é ricamente decorado com vitrais, mosaicos e mármores coloridos, inspirados no estilo revivalista do Mosteiro de Maulbronn, na Alemanha. Entre 1941 e 1942 a fachada foi alterada pelo arquiteto italiano Ricardo Buffa, também autor do altar-mor.

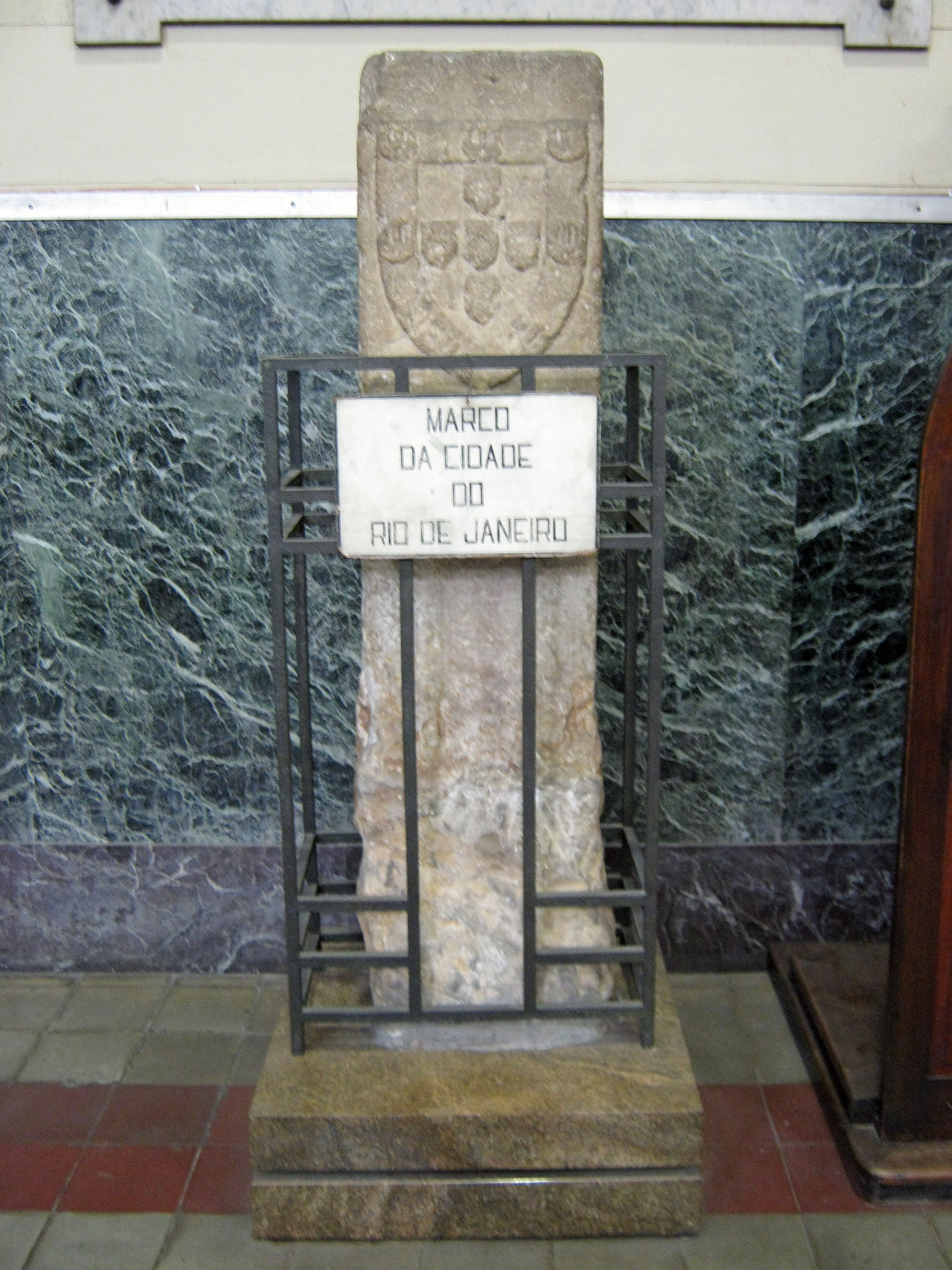
Marco padrão da fundação da cidade do Rio de Janeiro, no interior da igreja.

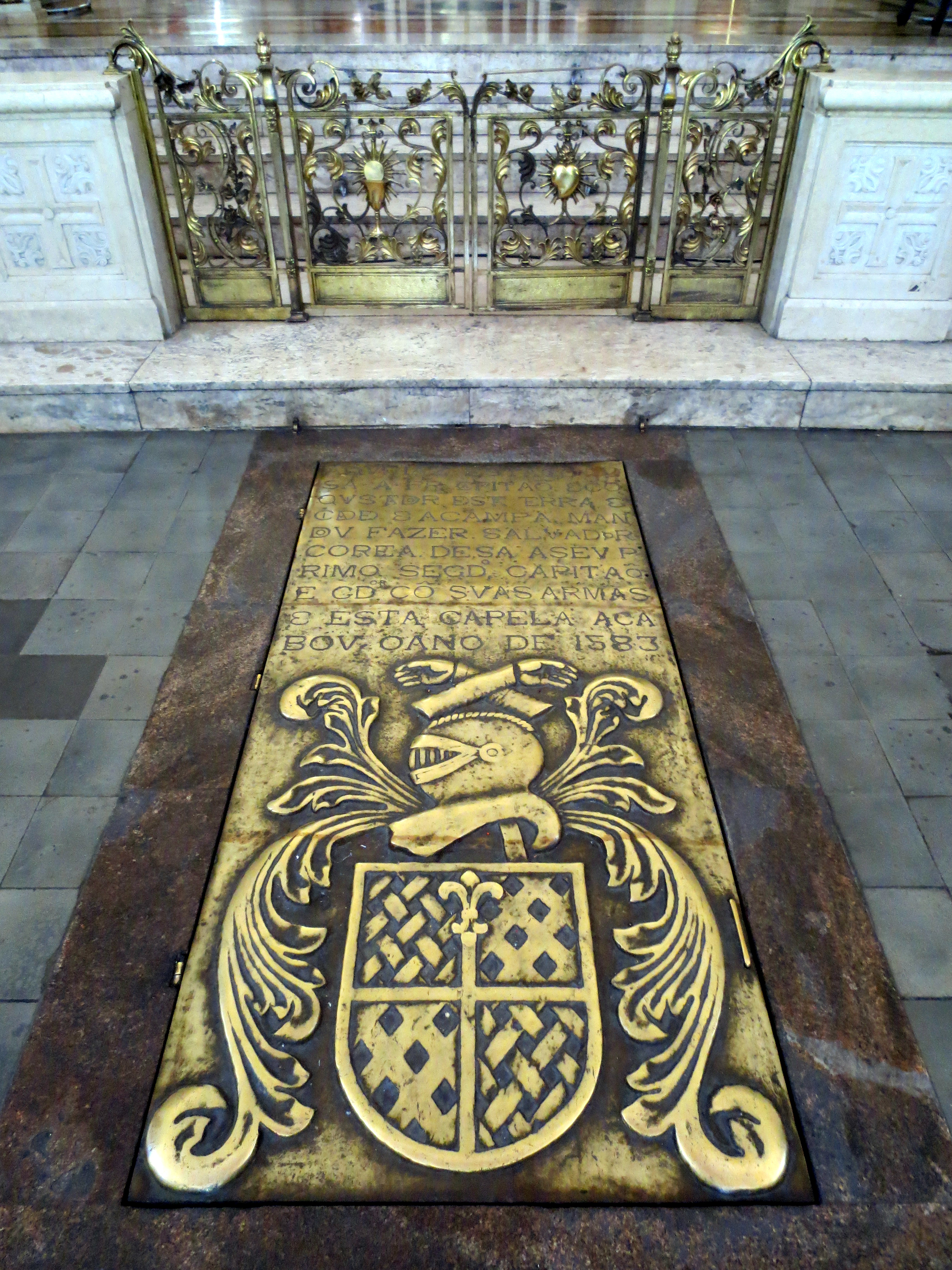
Lápide tumular de Estácio de Sá, no interior da igreja.

A igreja dos capuchinhos abriga vários objetos históricos e artísticos importantes da igreja de São Sebastião original. Os mais importantes datam dos primórdios da cidade: o marco de pedra da fundação da cidade com o escudo português esculpido, a imagem original de São Sebastião da igreja antiga e a lápide tumular de Estácio de Sá, fundador da cidade. A lápide é dotada do brasão esculpido em alto-relevo do fundador e uma inscrição comemorativa. A inscrição indica que esta foi mandada fazer por Salvador Correia de Sá, primo de Estácio, em 1583. O translado dos restos do fundador para a igreja ocorreu em 1931 e foi um grande evento na cidade. Atualmente, apenas a antiga lápide encontra-se na igreja, pois seus restos mortais encontram-se no Monumento a Estácio de Sá, no Aterro do Flamengo, projetado por Lúcio Costa em 1973.

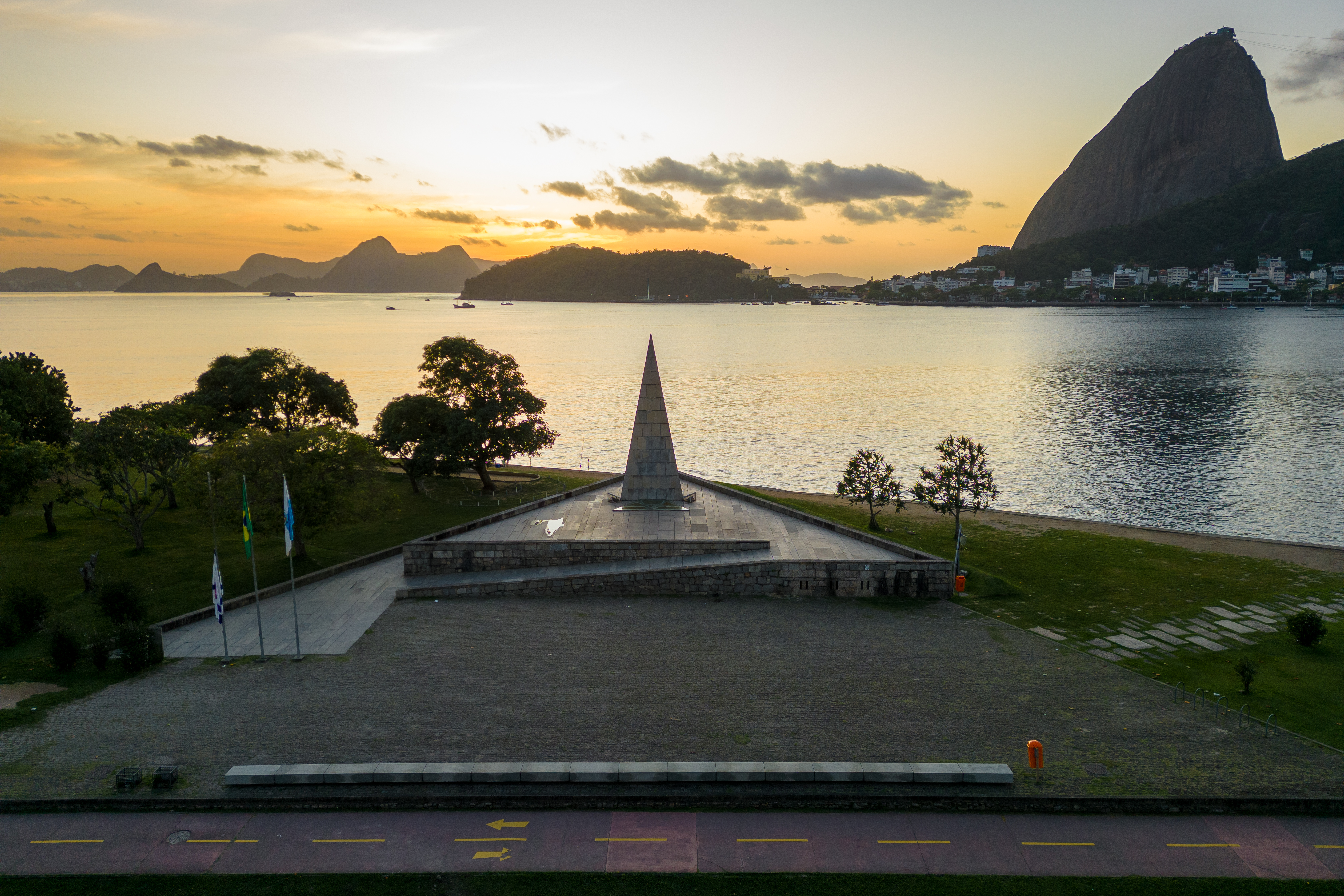
Monumento a Estácio de Sá, no Aterro do Flamengo, onde atualmente está seus restos mortais.

Um evento popular importante associado à igreja é a procissão de São Sebastião, padroeiro do Rio de Janeiro, cada 20 de janeiro. A procissão sai da igreja na Tijuca e percorre o centro do Rio, passando pela Catedral Metropolitana, até chegar à Praça do Russel, no bairro da Glória, onde é representado um auto sobre a vida do santo.
O órgão da igreja foi inaugurado pelo organista carioca Antônio Silva.